# Alexandra López Rosillo
Alexandra López Rosillo (Sevilla; 26 de febrer de 1989) és una exfutbolista espanyola que va jugar en el Rayo Vallecano i Madrid CFF. A més, va ser la 2a entrenadora de l'Atlètic de Madrid femení i va compartir equip tècnic amb Oscar Fernández com primer entrenador.
En la seva carrera com a futbolista va debutar en l'Híspalis, que després s'integraria al Sevilla FC. Va fitxar pel Rayo Vallecano, equip amb el qual va guanyar 3 Lligues. També va guanyar una Lliga i una Copa de la Reina amb el seu posterior equip, l'Atlétic de Madrid. En la seva última etapa va jugar en el Madrid CFF, després de la seva retirada va entrar a formar part del cos tècnic d'aquest mateix club. També va ser jugadora de la Selecció Espanyola, amb la qual va participar en una Eurocopa i va guanyar una Copa Algarve.

## Palmarès

### Campionats nacionals
| Títol            | Club              | País    | Any     |
| ---------------- | ----------------- | ------- | ------- |
| Primera Divisió  | Rayo Vallecano    | Espanya | 2008-09 |
| Primera Divisió  | Rayo Vallecano    | Espanya | 2009-10 |
| Primera Divisió  | Rayo Vallecano    | Espanya | 2010-11 |
| Copa de la Reina | Atlètic de Madrid | Espanya | 2016    |
| Primera Divisió  | Atlètic de Madrid | Espanya | 2016-17 |

### Campionats internacionals
| Títol          | Equip              | Seu      | Any  |
| -------------- | ------------------ | -------- | ---- |
| Copa d'Algarve | Selecció d'Espanya | Portugal | 2017 |